# Ouray (Häuptling)

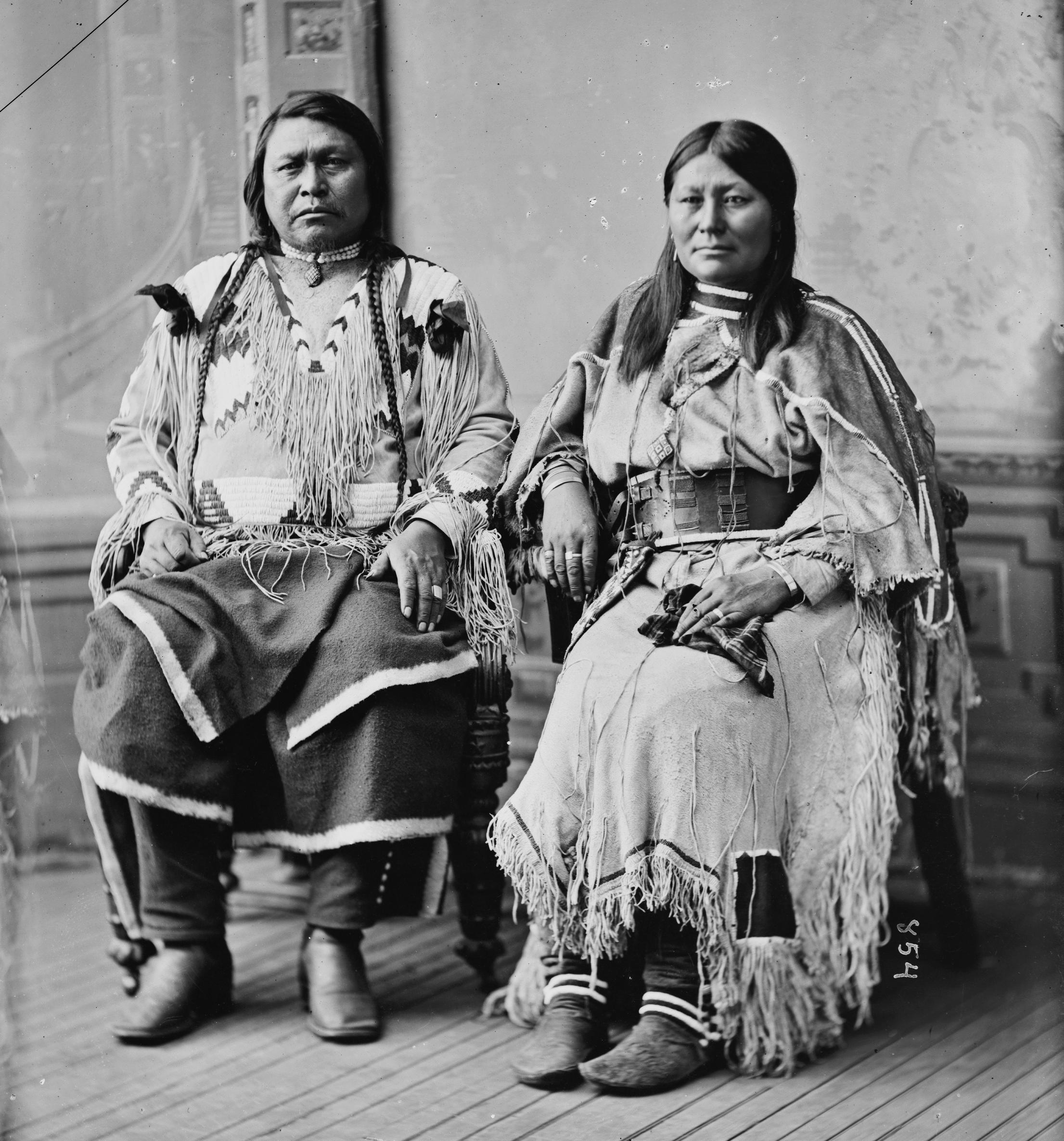
Chief Ouray mit Chipela

Chief Ouray (* 1833 in Taos, New Mexico; † 24. August 1880 am Ostufer des Los Pinos River) war Anführer des Stammes der Uncompahgre aus dem Volk der Ute in den heutigen Bundesstaaten Utah und Colorado im Südwesten der Vereinigten Staaten. Häuptling Ouray, ein Tabeguache-Ute führte den Stamm der Südlichen Ute in der Mitte des 19. Jahrhunderts, er war einer der bedeutendsten Häuptlinge der Ute, der den Weißen positiv gegenüberstand.

## Kindheit, Jugend und Familie
Ouray wurde 1833 in Taos im heutigen New Mexico geboren. Seine Mutter gehörte zum Stamm der Uncompahgre-Ute und sein Vater „Guera Murah“ war zur Hälfte Jicarilla-Apache. In seiner Jugend in Taos lernte Ouray englisch, spanisch und verschiedene indigene Sprachen.
Bis zu seinem 18. Lebensjahr war er Schafhirte und nahm an Kämpfen gegen die rivalisierenden Sioux und Kiowa teil. Dann siedelte er in das Gebiet des heutigen Colorado um, wo er selbstständiges Mitglied des Tabeaguche Clans der Ute wurde, in dem sein Vater trotz seiner Abstammung von den Apachen Häuptling geworden war. Bis 1860 lebte er wie alle Ute von der Jagd, nahm an Treffen mit anderen Stämmen teil und kämpfte gegen die Indianerstämme der Great Plains. Ouray war verheiratet mit Black Mare, mit der er einen Sohn namens Paron hatte. Nach dem Tod seiner ersten Frau heiratete er 1859 Chipeta, eine Indianerin vom Stamm der Kiowa-Apachen, die als Kleinkind von den Uncompahgre adoptiert worden war. Sein Sohn wurde 1863 von Sioux bei einem Überfall entführt und blieb vermisst.

## Politischer Werdegang
Ouray, der 1860 nach dem Tod seines Vaters Häuptling der Ute wurde, war einer ihrer wichtigsten Führer. Er setzte seine Fähigkeiten und seine ganze Energie ein, um die Probleme zu lösen, die durch das Vordringen der Weißen nach Westen entstanden. Im Jahre 1863 war er an den Verhandlungen mit der Regierung über einen Vertrag beteiligt, in dem die Ute ihr gesamtes Gebiet östlich der kontinentalen Wasserscheide an die Weißen abtraten. Ab 1868 reiste er zusammen mit seiner Frau mehrmals nach Washington, D.C., um die Interessen seines Volkes zu vertreten. Bei einer solchen Gelegenheit traf er auch einmal mit Präsident Ulysses S. Grant zusammen. Ouray versuchte immer, die besten Bedingungen für sein Volk auszuhandeln, ohne seine guten Beziehungen zu den Weißen zu gefährden. Trotzdem gelang es ihm nicht, weitere Landverluste der Indianer zu vermeiden.
Ourays Freundschaft mit den Weißen und die daraus für ihn entstehenden Vorteile wurden von militanten Indianern kritisch betrachtet. Durch die Goldfunde in Colorado und dem daraus resultierenden Zustrom von Goldgräbern verschlechterten sich die Beziehungen zwischen Weißen und Indianern. Mit der Unterzeichnung des Brunot-Vertrages trat Ouray das Gebiet der San Juan Mountains an die Regierung ab. Er erhielt von der Regierung südlich von Montrose, Colorado eine Farm mit einem Haus, in dem er mit seiner Frau mehrere Jahre lebte.
Im Frühjahr 1878 versuchte Nathan Meeker, ein Indianer-Agent, die White River Ute dazu zu zwingen, ihre traditionelle Lebensweise aufzugeben und sich als Farmer niederzulassen. Als er bei den Indianern auf erheblichen Widerstand stieß, rief er Bundestruppen zu seiner Unterstützung. Noch vor dem Eintreffen dieser Truppen überfiel Chief Douglas am 29. September 1879 mit mehreren Kriegern die Indianer-Agentur, tötete Meeker zusammen mit sieben anderen Weißen und entführten mehrere Frauen und Kinder. Dieser Überfall wurde als das „Meeker-Massaker“ bekannt. Ouray und seiner Frau Chipeta gelang es, die Geiseln zu befreien. Die Auswirkungen dieses Ereignisses waren verheerend für die Indianer. 1880 reiste Ouray zum letzten Mal nach Washington, wo er den Vertrag unterzeichnete, der die White River Ute und Uncompahgre zwang, nach Utah in das Uintah Reservat, beziehungsweise das neu eingerichtete, nach ihm benannte Ouray Reservat zu gehen.

## Tod und Gedenken
Bei einem Besuch der Südlichen Ute erkrankte Ouray. Er starb am 24. August 1880 am Ostufer des Los Pinos River. Chipeta, ihr Bruder John McCook, Häuptling Colorow, Naneese, Häuptling Buckskin Charlie und ein paar Krieger begruben ihn nach Tradition der Ute an einem geheimen Ort in den Bergen zwei Meilen südlich der Stadt Ignacio. 1925 beschloss die US-Regierung, eine Gedenkstätte für Ouray einzurichten. Häuptling Colorow, der sich an die Begräbnisstätte erinnerte, informierte das Büro für Indianerangelegenheiten. Die US-Regierung ließ die Überreste bergen und in Anwesenheit vieler Würdenträger in Ignacio christlich bestatten.
1956 wurde auf der Farm zwei Meilen südlich von Montrose, die einst Ouray und Chipeta gehört hatte, der „Ute Indian Memorial Park“ eingerichtet. Dort steht ein Denkmal für Ouray und Chipeta, die ebenfalls dort begraben wurde.
Die Stadt Ouray in Colorado und der Ouray County in den San Juan Mountains wurden nach ihm benannt.